# Andreaea heinemannii
Andreaea heinemannii är en bladmossart som beskrevs av Georg Ernst Ludwig Hampe och C. Müller 1846. Andreaea heinemannii ingår i släktet sotmossor, och familjen Andreaeaceae. Inga underarter finns listade i Catalogue of Life.